# از سواحل ایتالیا
از سواحل ایتالیا (انگلیسی: From Italy's Shores) یک فیلم کمدی صامت کوتاه به کارگردانی اوتیس ترنر است که در سال ۱۹۱۵ منتشر شد. از بازیگران این فیلم می توان به روی استوارت، جین نواک و هارولد لوید اشاره کرد.